# Berbești, Maramureș

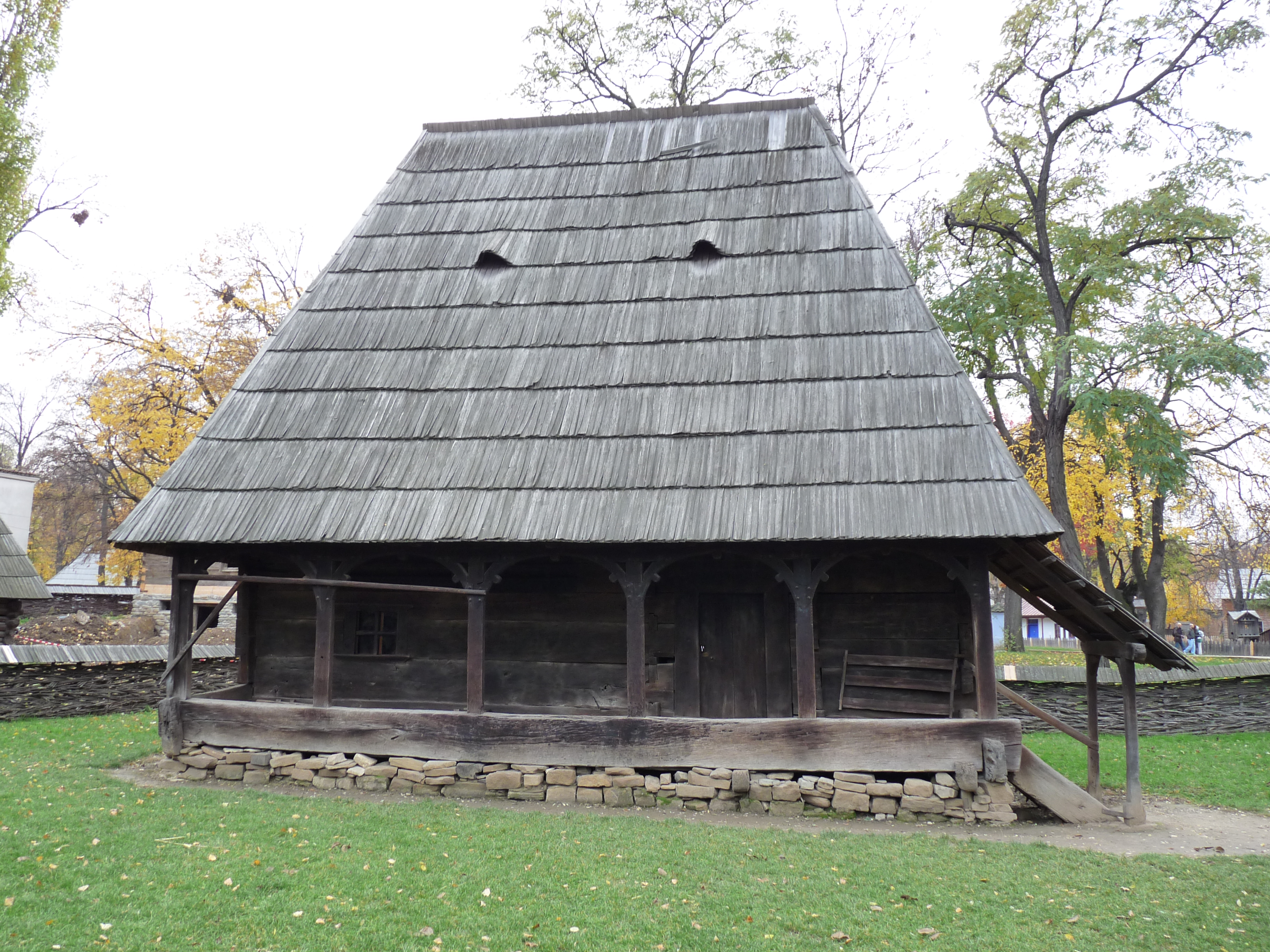
Monument etnografic - Casa Berbești datată 1775

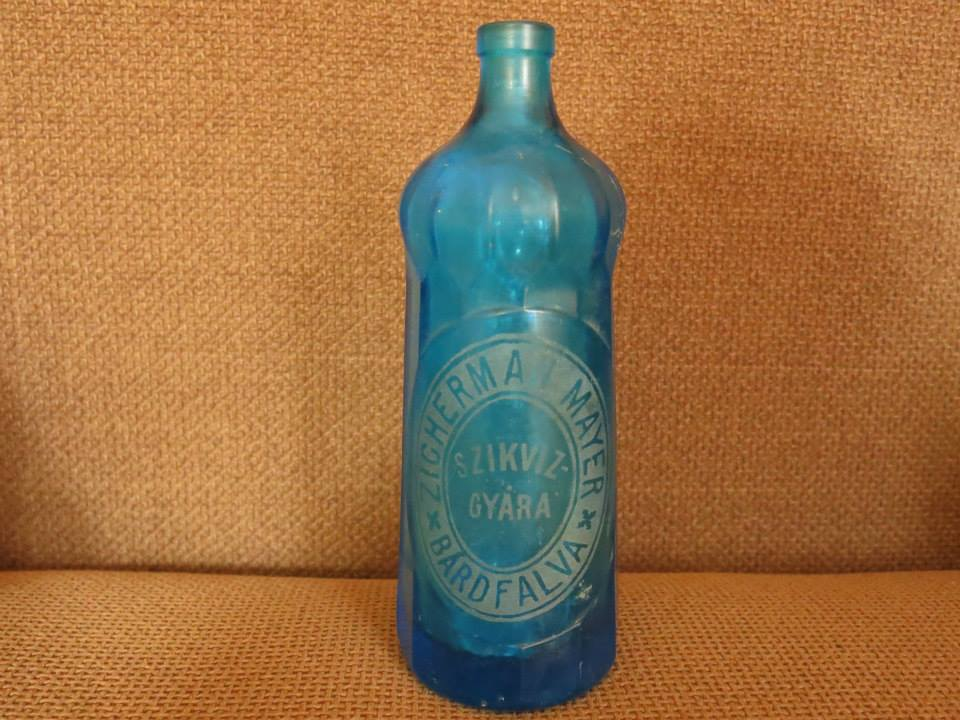
Această sticlă aprține unei colecții personale și a fost descoperită în timpul unor săpături pe o propietate privată din Berbești. Datează din secolul XIX și se cunosc doar două astfel de exemplare.

Berbești este un sat în comuna Giulești din județul Maramureș, Transilvania, România.

## Etimologie
Etimologia numelui localității: din n. grup berbești (< n.fam. Barbu  < subst. barbă + suf. -ești). 

## Demografie
La recensământul din 2011, populația era de 1.429 locuitori. 

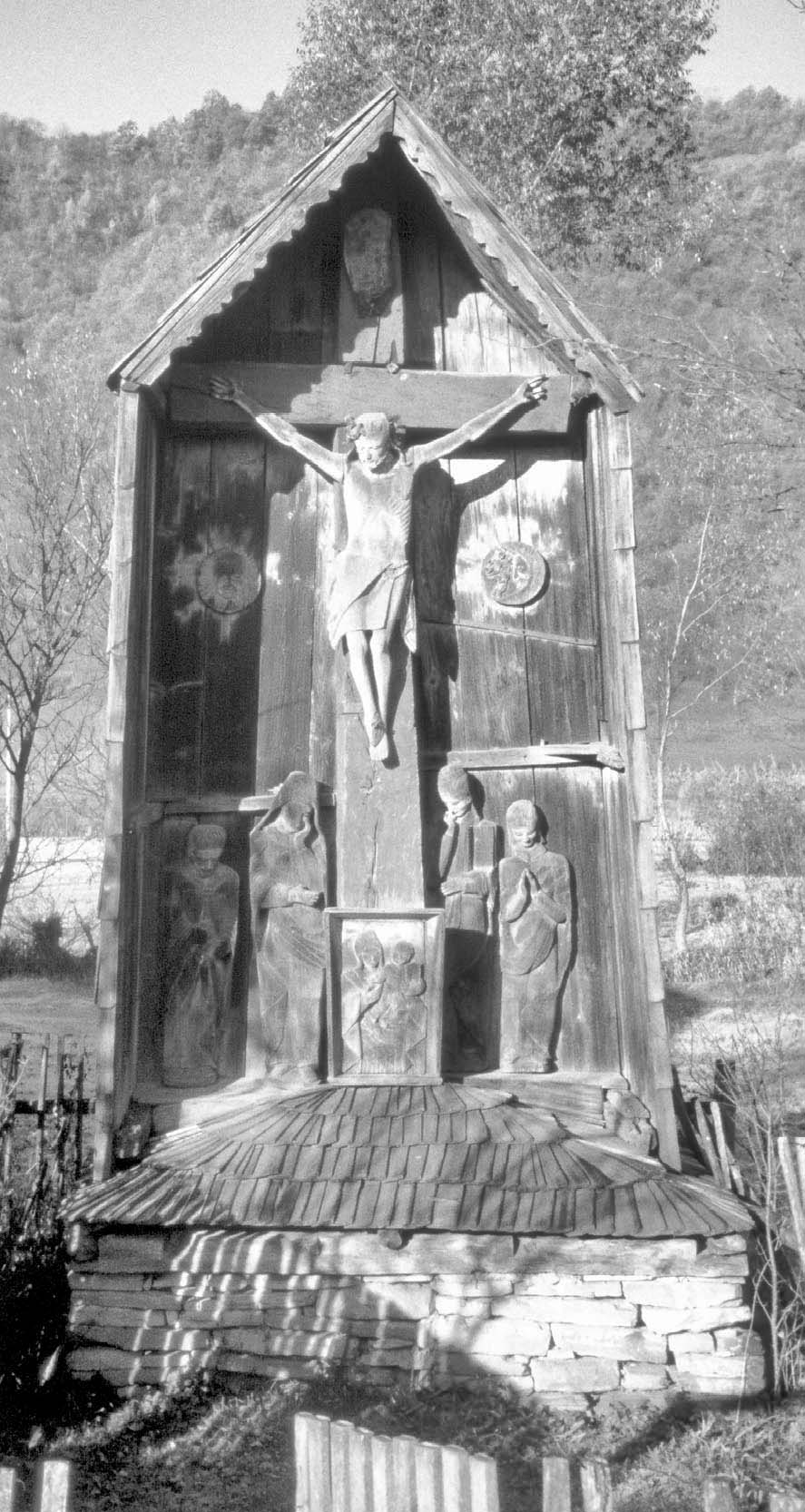
Troița Rednicenilor din Berbești, Maramureș, la intrarea în valea Marei, fieful familiei Rednic. Foto: octombrie 1997.

## Așezare
Localitatea Berbești este așezată în partea de nord a Maramureșului la o distanță de 10 km de municipiul Sighetu Marmației și la o distanță de 55 km de municipiul Baia Mare, pe DN 18. Localitatea se învecinează cu localitățile: Ferești, Giulești, Vadul Izei, Oncești și este străbătută de râul Mara și alte două pâraie. Localitatea are trei ulițe principale de-alungul cărora sunt așezate casele: ulița mică sau sub biserica; ulița mare sau ulița curții (denumirea veche) și ulița din sus. Aceste ulițe străbat satul de la un capăt la celălalt. Pe ulița care începe din fața școlii din centru până la ultima casă, unde a locuit Breșu e o distanță de 8 km. De asemenea există și alte ulițe mai mici, unde sunt amplasate gospodăriile localnicilor. Una dintre aceste ulițe mai însemnate este ulița Morii.

## Istorie
Începuturile istoriei în această localitate nu sunt cunoscute, dar există câteva atestări documentare care arătau existența ei la data respectivă. Mulți ani s-a știut că prima atestare documentară a localității se află în Diplomele Maramureșene din anul 1402, dar  recentele descoperiri arată o atestare în secolul al XIV-lea. Referitor la prima atestare documentară Coriolan Suciu o plasează la 1387 sub numele de (Barbfalwa). , în timp ce arhivarul Joody Pal plasează atestarea la 1361 sub numele de Bardfalva.
Într-o diplomă emisă în 1469, Matia Corvinul recompensa cu unele drepturi pe maramureșenii din garda "sumanelor negre", pentru vitejia dovedită în salvarea de la moarte a regelui în bătălia pierdută de la Baia. Diploma menționa pe Coroi din Oncești (Maramureș), pe fiul acestuia Ioan, precum și pe Petru de Berbești, Simion fiul lui Pop de Uglea și Lupșa de Berbești.
În scurgerea secolelor s-au înregistrat mai multe evenimente importante care s-au petrecut în această localitate. Așezarea satului în actualul perimetru este menționată în atestarea documentară, dar invazia tătarilor din secolul al XVII-lea nu a ocolit Berbeștiul și o parte din sat a fost incendiată, iar astăzi acea parte se numește Valea Arsă sau Valea Arjii. Momentan acolo au rămas puține case locuite.
În Berbești există un important monument istoric așezat chiar la intrare dinspre Sighet. Monumentul este cunoscut sub numele de Troița Rednicenilor și se presupune că a fost ridicată de familia nobiliară Rednic, originală din Giulești în timpul episcopului Atanasie Rednic în secolul XVIII.  Troița este sculptată în stil gotic și are elemente foarte importante. Troița este formată din lemnul crucii pe care se găsește statuia Mântuitorului. În partea dreaptă a Mântuitorului crucificat este o mică statuie ce reprezintă luna și în partea stângă soarele. La baza crucii este o icoană a sfintei Fecioare Maria cu pruncul Isus în brațe. Apoi în dreapta și în stânga icoanei sunt patru statui. În mai multe localități din Maramureș, au existat cruci de hotar construite încă din secolul XVII, dar din nefericire doar cea din Berbești s-a păstrat. După anul 2000 a existat o tentativă de mutare a ei la muzeul din Sighet, dar unii au catalogat-o ca pe o tentativă de furt și de vânzare. După ce toate elementele troiței au fost duse la muzeul din Sighet, localnicii s-au alarmat și a doua zi le-au recuperat-o.
Numele localității în cele mai vechi manuscrise este în limba maghiară sub mai multe forme, dar dintre acestea cel care s-a păstrat secole de-a rândul este Bardfalva. Numele definește pe cei care ,,țineau barda”, sau securile mari.

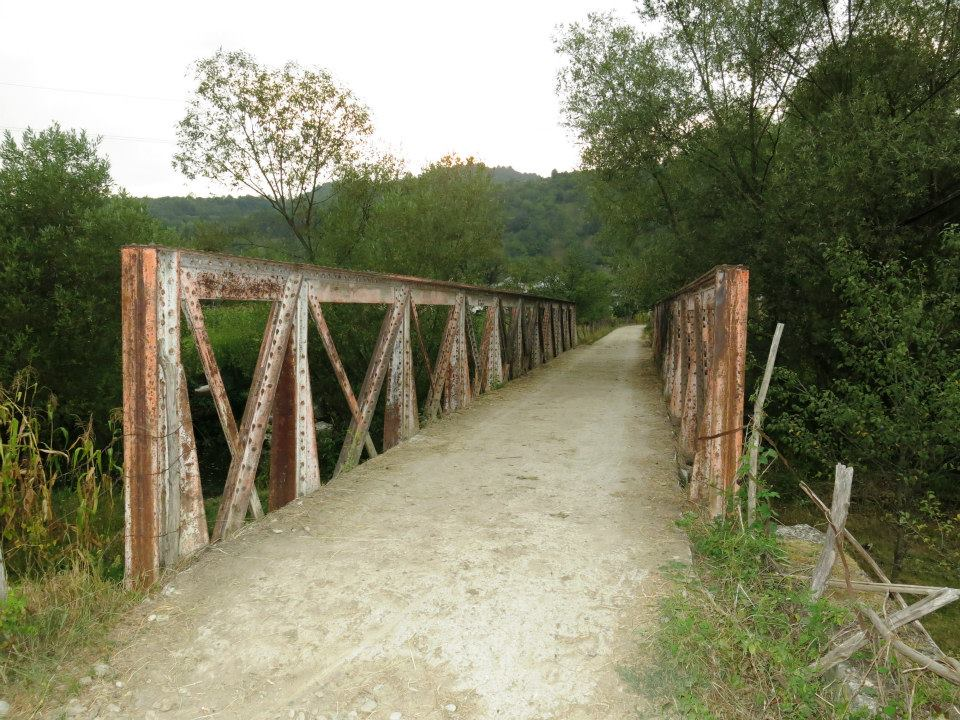
Podul metalic Berbești, Maramureș, construit 1883.

În anul 1881 din Sighet se încep lucrările de construcție a două tronsoane de cale ferată, dintre care unul va trece prin Berbești. Acesta este pe zona est-sud care pornește din Sighet-Obor până la Ocna Șugatag. Stațiile trenului au fost: Sighet-Obor, Sighet-Cămara, Sighet-Teglărie, Vadul Izei, Berbești, Ferești, Giulești, Ocna Șugatag. Această linie ferată a fost dată în folosință în anul 1883 și a avut o lungime de 20,4 Km. După anul 1900 au mai fost construite și alte circuite de cale ferată în zonă. Linia aceasta era folosită pentru transportul persoanelor, sării și a lemnului. Această linie de cale ferată a fost folosită timp de un secol, urmând ca în 1981 să fie desființată. Halta din Berbești construită în perioada celui de al doilea război mondial, există și astăzi. Ea este modificată, fiind o casă locuibilă. Totodată în sat se mai păstrează bucăți din calea ferată fabricate în Budapesta în 1886. Tot din perioada construcției acestei căi ferate în Berbești se păstrează un pod metalic peste râul Mara, peste care trecea calea ferată. Astăzi podul este folosit pentru tranzitul pietonal și al autovehiculelor.
Intrarea evreilor în Maramureș de la începutul secolului XVIII  a adus și în Berbești stabilirea și dezvoltarea lor. La recensământul din 1910 în Berbești erau 568 de evrei, iar la recensământul din 1930 erau 515. La recensământul din 1992 în localitate nu mai existau evrei. Majoritatea evreilor locuiau la ulița centrală, actuala șosea care străbate satul. În centrul satului a existat o impunătoare sinagogă. Casa rabinului a fost demolată în anul 2004. Momentan în localitate nu mai există nici  o  casă evreiască. În aprilie 1944 în Maramureș se formează primele cinci ghetouri pentru deportarea evreilor, dintre care unul la Berbești.
Astăzi se păstrează mai multe gospodării originare din Berbești la câteva muzee ale României. La muzeul satului din București se păstrează o gospodărie datând din 1775 , apoi la muzeul satului din Cluj Napoca o gospodărie datată 1795  . În muzeul satului din Baia Mare se află o gospodărie datată 1806 , iar la muzeul satului din Sibiu de asemenea există o gospodărie. La muzeul satului din Sighetu Marmației se păstrează ,,moara lui Alexa” care a fost construită în anul 1919. Totuși astăzi se mai păstrează în sat, câteva case din lemn construite pe parcursul secolului XIX. Tot la muzeul satului din Sighet există casa Codrea datată 1704, fiind atribuită localității. Statutul social al satului a fost de nobili încă de la începuturi, păstrând acest statut multe veacuri, iar astăzi locuitorii lui sunt foarte înstăriți. 

## Personalități locale
- Ion Bîrlea s-a născut în 11 ianuarie 1883 în Berbești în familia protopopului Petru Bîrlea. A făcut școala generală în Berbești după care a absolvit liceul confesional calvinist din Sighet. Între 1901-1905 frecventează Academia teologică din Gherla, iar după absolvire începe să scrie. Prima carte publicată a fost în anul 1909 intitulată Însemnări din bisericile Maramureșului. Această carte a reușită să o publice cu ajutorul istoricului Nicolae Iorga. În același an s-a căsătorit cu Elena Vlad, fiica preotului din Botiza și a fost numit preot adjunct în Ieud unde a slujit până în 1913. În anul 1920 obține diploma de profesor și Nicolae Iorga îl numește președintele Ligii Culturale din Sighet, iar între 1922 și 1932 conduce Gazeta maramureșeană. Între 1938-1940 a locuit la Cluj și între 1940-1946 a fost profesor la colegiul Sf. Sava din București. Între 1947-1958 a locuit în Banat, după care se stabilește definitiv în București unde și moare[15] în 12 mai 1969.[16]
- Petru Bârlea (n. 1853, Berbești, comitatul Maramureș, Regatul Ungariei - d. 8 august 1927, Berbești) a fost un deputat în Marea Adunare Națională de la Alba Iulia, organismul legislativ reprezentativ al „tuturor românilor din Transilvania, Banat și Țara Ungurească”, cel care a adoptat hotărârea privind Unirea Transilvaniei cu România, la 1 decembrie 1918.[17]
- Gheorghe Bârlea (n. 1885, Berbești, jud. Maramureș - d. 1937, București) a fost un deputat în Marea Adunare Națională de la Alba Iulia, organismul legislativ reprezentativ al „tuturor românilor din Transilvania, Banat și Țara Ungurească”, cel care a adoptat hotărârea privind Unirea Transilvaniei cu România, la 1 decembrie 1918.[18]
- George Moiș (1884 - 1940), deputat în Marea Adunare Națională de la Alba Iulia 1918, preot

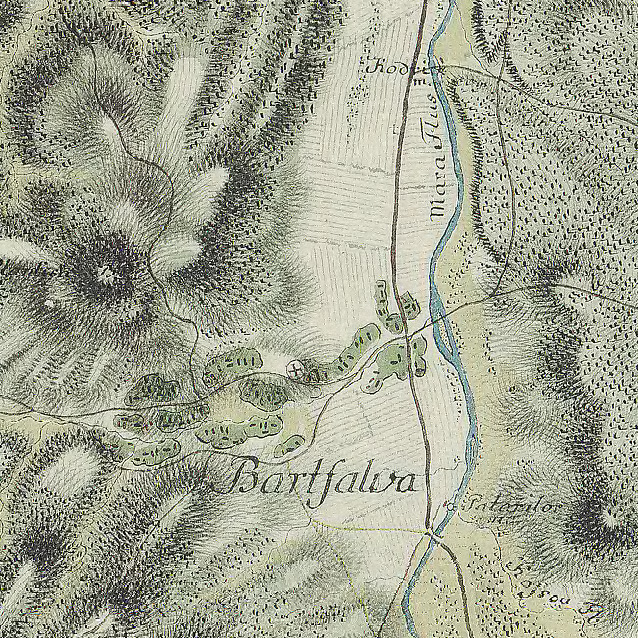
Berbești în harta iosefină, 1784. Vatra satului este marcată de-a lungul Văii Caselor împreună cu biserica și drumurile principale. Pe Valea Marei apar însemnate moara Codri și moara Patarilor. La drumul țării stă troița Rednicenilor. Peste sat domnește Planische B, adică Dealul Coaste.